# Jerry Nolan
Jerry Nolan, właśc. Gerard Nolan (ur. 7 maja 1946 w Nowym Jorku, zm. 14 stycznia 1992 tamże) – amerykański perkusista, współpracujący z grupami New York Dolls, The Heartbreakers, The Idols, a także muzyk towarzyszący Sidowi Viciousowi (z The Idols) i Johnny’emu Thundersowi.

## Kariera
Muzyczna kariera Nolana rozpoczęła się pod koniec 1972, kiedy dołączył do New York Dolls zastępując zmarłego perkusistę Billy’ego Murcię. Z New York Dolls nagrał dwie pierwsze studyjne płyty, po czym w 1975 wraz z Johnnym Thundersem opuścili zespół i utworzyli grupę The Heartbreakers. The Heartbreakers początkowo działali w Nowym Jorku. Na początku 1977 muzycy przenieśli się do Londynu, gdzie ich popularność była większa niż w USA. Tutaj nagrali swój jedyny studyjny album L.A.M.F. W 1978 The Herbreakers zawiesili działalność (członkowie zespołu byli w tym czasie mocno uzależnieni od narkotyków – zespół powrócił jeszcze na krótko w 1984 i w 1990). Kiedy Thunders jeszcze tym samym roku rozpoczął karierę solową, Nolan wraz z byłym basistą New York Dolls Arthurem Kane’em, gitarzystą Steve’em Diorem założyli grupę The Idols. W połowie 1978 The Idols występowali w Nowym Jorku towarzysząc Sidowi Viciousowi podczas jego koncertów. W 1979 ukazał się ich jedyny singel „You”/„Girl That I Love” i zespół zakończył działalność (w 1994 ukazał się album The Idols with Sid Vicious nagrany podczas koncertu w lecie 1978 w nowojorskim klubie Max's Kansas City – pierwotnie te nagrania pojawiły się w 1979 na pośmiertnej płycie Sida Viciousa Sid Sings).
W latach 80. i na początku lat 90. Nolan ponownie współpracował z Thundersem towarzysząc mu w nagraniach i koncertach. Pod koniec 1991 doznał udaru mózgu, który był następstwem zapalenia opon mózgowych i płuc. Zapadł w śpiączkę nie odzyskując już świadomości. Zmarł 14 stycznia 1992 w nowojorskim St. Vincent’s Hospital. Został pochowany na Mount Saint Marys Cemetery w Nowym Jorku.

## Dyskografia

### New York Dolls
Dyskografia New York Dolls

### The Heartbreakers
Dyskografia The Heartbreakers

### The Idols
- „You”/„Girl That I Love” (1979)
- The Idols with Sid Vicious (1993)

### Sid Vicious
- Sid Sings (1979)

### Johnny Thunders
- Copy Cats (1988)